# サブカルチャー倶楽部
サブカルチャー倶楽部（サブカルチャークラブ）は、AM KOBE（現・ラジオ関西）で放送されていたラジオ番組。
1999年7月、毎週木曜日22:30〜23:00で放送開始。1999年10月からサブカルチャー倶楽部2（サブカルチャークラブツー）となり、25:00〜25:30に変更。2000年1月7日からサブカルチャー倶楽部3（サブカルチャークラブスリー）。2000年3月30日最終回。ここでは2と3についても述べる。
1995年10月11日にTBSラジオで始まった「マダラプロジェクトアワー」の流れを汲む、白倉由美がディレクターをつとめ、白倉由美脚本の朗読劇「リーディングストーリィ」が放送されるシリーズの1つ。シリーズ全体については白倉由美#ラジオ番組の内容も参照。
パーソナリティは大塚英志、大塚ギチ（「2」と「3」）、菊地由美、八巻千紘（「2」のアシスタント）。ディレクター白倉由美もまれに出演。
制作はUNDERSELL。スポンサーは物語環境開発（大塚英志率いる企画会社）ほか。
最終回では、白倉由美により、「マダラプロジェクトアワー」からのシリーズ全体の総括が語られた。番組終了は、白倉由美が大学（武蔵野女子大学、現 武蔵野大学）に行くためであるとされた。その後白倉由美が大学を卒業するまで、シリーズは休止することになる。
大塚英志企画・原作のテレビドラマ『多重人格探偵サイコ 雨宮一彦の帰還』の放送により、関連企画なども行われた。「サブカルチャー倶楽部3」でゲスト出演者したテレビドラマ出演者（栗山千明、今井ちひろ、大原沙季、平野綾）が朗読した4回のリーディングストーリィは、『多重人格探偵サイコ』シリーズの一環であり、「ロリータ℃のリーディングストーリー」としてSmartMediaパッケージで発売された。（表記は通常はリーディングストーリィだが、このパッケージソフトのタイトルはリーディングストーリー）。